# Tokyo Shoegazer
Tokyo Shoegazer (яп. 東京酒吐座) — японская шугейз-группа, созданная экс-ударником Plastic Tree Хироси Сасабути (известный как «Бутти») в октябре 2010 года в Сибуя, Токио. С момента создания группа выпустила два полноформатных альбома и один демо-диск.

## История
Бывший барабанщик японской visual kei группы Plastic Tree Хироси Сасабути сформировал Tokyo Shoegazer с целью отыграть один концерт на мероприятии, посвященному своему дню рождения. Для этого он собрал вместе: Киёми Ватанабэ из KARA, koldcake — вокал, гитара, Yoshi — гитарист и the k — басист. В ночь перед выступлением они записали несколько песен и представили на мероприятии в Сибуя O-WEST как своё первое демо CD. В 2011 году демо-альбом пользовался успехом в Японии и был полностью распродан.
Отыграв несколько концертов, в этом же году группа решила записать свой первый полноформатный альбом. Альбом получил название «crystallize» и вышел под лейблом 299 Japan Record 23 ноября. В декабре вышло первое официальное PV песни «Bright».
Второй студийный альбом группа выпустила в мае 2013 года. Над записью работали многие японские музыканты, в том числе Мия (Mucc) в качестве звукорежиссера, Сакураи Ао (cali≠gari) — текст песни «Fragments» и другие.
18 ноября 2013 года, на своём сайте, группа объявила о распаде.
- 2010
  - Октябрь, экс-ударник Plastic Tree Хироси Сабабути создал группу.[3]
  - Октябрь 12, группа выпустила «1st Demo CD».
- 2011
  - Ноябрь 23, выход 1 полноформатного альбома «crystallize»
  - Декабрь 9, снят клип на песню «Bright».
- 2013
  - Январь 5, Гоми Макото (ZEPPET STORE).
  - Январь 23, релиз трибьют-альбома «Yellow Loveless» группе My Bloody Valentine и совместная работа с Lemon's Chair в «Japan Shoegazer as only one».
  - Мая 15, релиз второго альбома «turnaround».
  - Май 29, Ананда Джейкобс присоединилась к группе как постоянный участник..[4]
  - Июнь 4, выступление в GOATBED SHINJUKU LOFT.

## Состав
- Хироси Сасабути (яп. 笹渕 啓史) (ex-Plastic Tree) — ударные
- Киёми Ватанабэ (яп. 渡辺清美) (KARA, koldcake) — вокал, гитара
- Yoshi (Presence of soul) — гитара
- the k (101A) — бас
- Макото Гоми (яп. 五味誠) (ZEPPED STORE) — гитара
- Ананда Джейкобс — вокал

### Приглашенные музыканты (для записи альбома «turnaround»)
- Аи Онаэ (яп. 尾苗 愛) (POLTA) — вокал
- miyu (ex-Royal Cabaret) — вокал
- Синобу Нарита (яп. 成田 忍) (4-D mode 1) — супервайзер, гитара, звуковой эффект
- ichimaki (яп. イチマキ) (BP, ex-coaltar of the deepers) — вокал
- Atsuo (Boris) — ударные, звуковой эффект
- Сюдзи Исии (яп. 石井 秀仁)(cali≠gari, GOATBED) — вокал
- Сугуру Фукуда (яп. 福田 傑) (POLTA) — текст песни «Tasogare Perspective»
- Ао Сакураи (яп. 桜井 青) (cali≠gari) — текст песни «Fragments»
- Miya (MUCC) — звукорежиссер

## Дискография

### Альбомы
|     | Название                       | Дата выхода                                             |
| --- | ------------------------------ | ------------------------------------------------------- |
| 1ый | crystallize                    | 12 Октября 2011 (на Тайване) 23 Октября 2011 (в Японии) |
| 2-й | turnaround                     | 15 Мая 2013                                             |
| 3-й | Gyoninzaka in the Four Seasons | 1 дек 2022                                              |

- as only one Lemon’s Chair/Tokyo Shoegazer (23 Января 2013):
Треки: «Awake» и «Silent roar»
- Yellow loveless (23 Января 2013)
Трибьют японских исполнителей альбома «Yellow Loveless» группе My Bloody Valentine. Группой исполнены кавер-версии песен «Only shallow» и «I only said».

### Демо
- 1st Demo CD (12 Октябрь 2010)

### Видео
- Bright (9 Декабря 2011)
- DISTORTION LIGHTS live at koenji HIGH (30 Апреля 2011)